# BeNe League (Fußball)
Die BeNe League (BeNe: Kurzform aus Belgien und Niederlande (Nederland), Abk.: BNL) war die oberste Spielklasse der Frauenteams belgischer und niederländischer Fußballvereine.

## Geschichte
Bei Gründung zur Saison 2012/13 bildete sie mit je acht Vereinen aus beiden Ländern die erste grenzüberschreitende Liga zweier nationaler Sportverbände in Europa: Königlicher Belgischer Fußballverband und Königlicher Niederländischer Fußballbund. Vorherige oberste Spielklassen waren Eerste Klasse in Belgien und Eredivisie in den Niederlanden.
Wichtigstes Ziel war bei Gründung, die sportliche Qualität des Frauenfußballs beider Länder zu verbessern angesichts der Schwierigkeiten, in jedem Land eine eigene erste Liga aus 16 oder mehr vergleichbar leistungsstarken Teams zusammenzustellen. Bereits in der zweiten Saison kämpften aber mehrere Vereine mit starken finanziellen Einbußen, so dass während der Saison im Januar 2013 der FC Utrecht Insolvenz anmelden musste. Zudem vollzog Royal Antwerpen seinen Rückzug aus der Liga, mit Beginn der Spielzeit 2014/2015. Vor der Saison 2015/2016 löste letztendlich auch der FC Brügge seine erste Mannschaft auf und zog sich aus der Liga zurück. Nachdem mehrere Vereine mit finanziellen Problemen zu kämpfen hatten, entschied sich der Koninklijke Nederlandse Voetbal Bond im Januar 2015, mit Beginn der Saison 2015/2016 aus der gemeinsamen Liga mit Belgien auszusteigen. Mit Auflösung der Liga bleibt der FC Twente Enschede mit zwei Meistertiteln der Rekordmeister der Liga. Die ehemaligen Teams der BeNe League aus Belgien spielen seit der Auflösung in der neugegründeten Super League und die niederländischen Vereine in der wiederbelebten Eredivisie.
| Jahr    | Sieger             | Zweiter Platz      | Dritter Platz    | Topspielerin                              |
| ------- | ------------------ | ------------------ | ---------------- | ----------------------------------------- |
| 2012/13 | FC Twente Enschede | Standard Fémina    | PSV/FC Eindhoven | nicht ermittelt                           |
| 2013/14 | FC Twente Enschede | Standard Fémina    | Ajax Amsterdam   | Vivianne Miedema (SC Heerenveen), 39 Tore |
| 2014/15 | Standard Fémina    | FC Twente Enschede | Ajax Amsterdam   | Tessa Wullaert (Standard Fémina), 18 Tore |

## Modus
In der ersten Saison wurden in zwei Gruppen in Hin- und Rückspielen belgische (BeNe League Red) und niederländische (BeNe League Orange) Teams eingeteilt, nach der Winterpause spielten die vier Bestplatzierten aus jedem Land in der BeNe League A, die übrigen in der BeNe League B.
Ab der Saison 2013/14 spielen alle in einer gemeinsamen Liga. Das erstplatzierte Team erringt den BeNe Supercup, um den schon 2011 und 2012 die nationalen Meister gespielt hatten. Das bestplatzierte belgische und das bestplatzierte niederländische Team sind jeweils Meister ihres Landes und damit beide für die UEFA Women’s Champions League qualifiziert.

## Gründungsmitglieder

### Aus Belgien
- RSC Anderlecht
- Royal Antwerpen
- FC Brügge
- KAA Gent
- Lierse SK
- Oud-Heverlee Löwen
- Standard Lüttich

### Aus den Niederlanden
- Ajax Amsterdam
- ADO Den Haag
- PSV/FC Eindhoven
- SC Heerenveen
- SC Telstar VVNH
- FC Twente Enschede
- FC Utrecht
- PEC Zwolle